# Ринг, Лудгер том Младший
Лудгер том Ринг Младший (нем. Ludger tom Ring der Jüngere; 1522[…], Мюнстер — 1584[…], Брауншвейг) — немецкий художник и книгопечатник эпохи позднего Возрождения.

## Жизнь и творчество
Родился в семье художников том Ринг, проживавшей и работавшей на северо-западе Германии, в Мюнстерланде. Был вторым сыном живописца Лудгера том Ринга Старшего, художественный талант которого унаследовал. Отец также был его первым учителем в искусстве рисунка. Вместе с ним Лудгер ездил в для выполнения заказов в Нидерланды и в Англию. К году смерти отца — 1547 — относится первая известная самостоятельная картина Лудгера, его автопортрет (хранится, вместе с рядом других работ художника, в музее герцога Антона-Ульриха в Брауншвейге). Позднее, в период с 1555 по 1557 год, работал в мастерской своего старшего брата Германа том Ринга, который также был живописцем.
Лудгер том Ринг Младший рисовал преимущественно портреты, изображения животных и натюрморты, чаще с цветами. Где он пребывал в 1557—1568 годах, не установлено. Известно, впрочем, что в эти годы он поддерживал знакомство с известным фламандских географом и картографом Абрахамом Ортелиусом. 27 января 1569 года Лудгер подаёт прошение по получении гражданства города Брауншвейг, и получает его 27 марта 1572 года. Остаток своей жизни, до 1584 года, художник живёт и работает в Брауншвейге. Здесь он вступает в брак со вдовой Ильзой Барденверпер. За 1569—1584 годы художник пишет многочисленные портреты представителей патрицианских семейств Брауншвейга, в том числе и групповые, а также духовных лиц. Часть из них хранится в брауншвейгском музее искусств герцога Антона-Ульриха, некоторые — в нью-йоркском Метрополитен-музее.

## Галерея

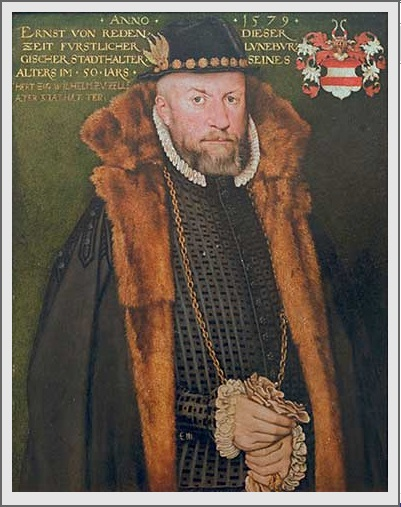
Эрнст фон Реден (1579)
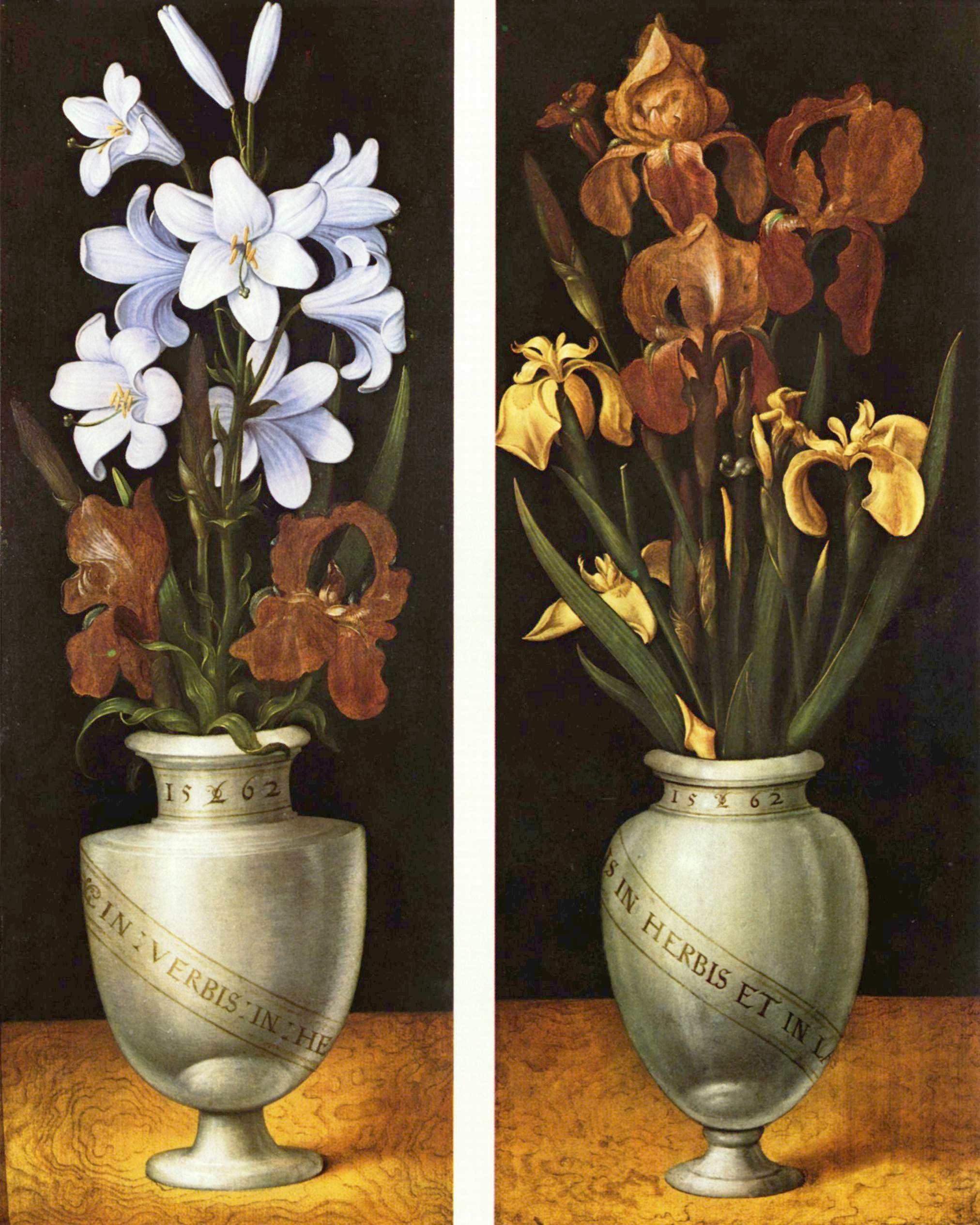
Две вазы с цветами (1562)
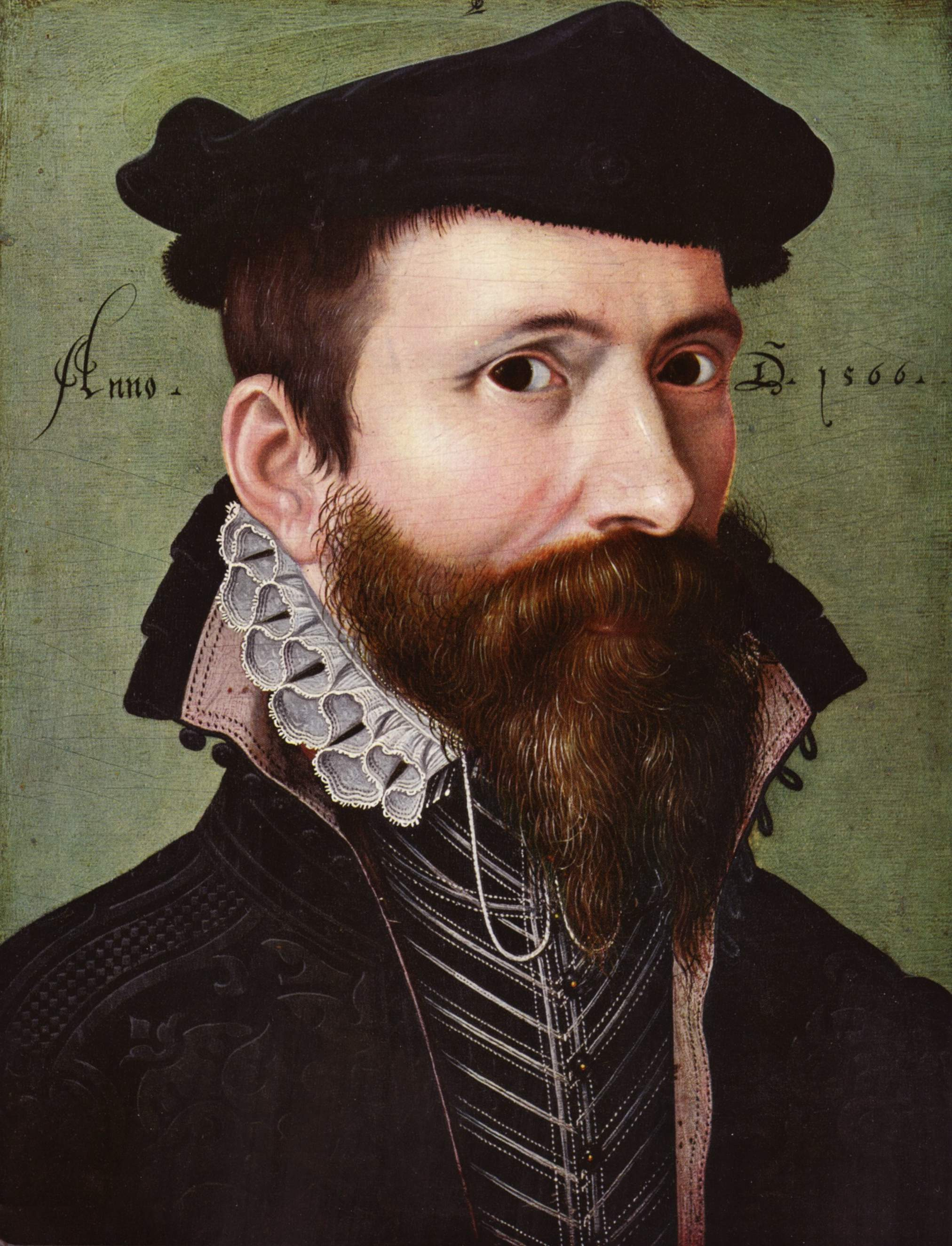
Мужской портрет (1566)
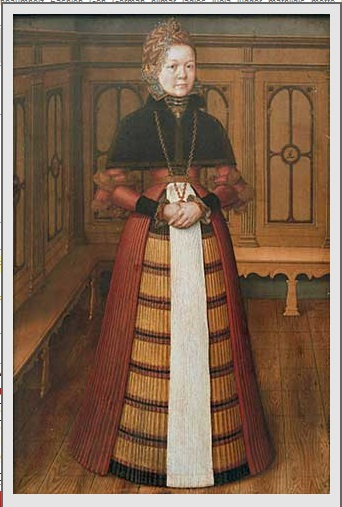
Портрет графини Матильды фон Мюнхаузен
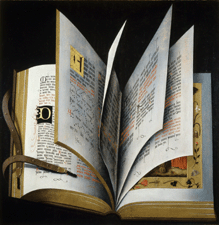
Раскрытая энциклопедия
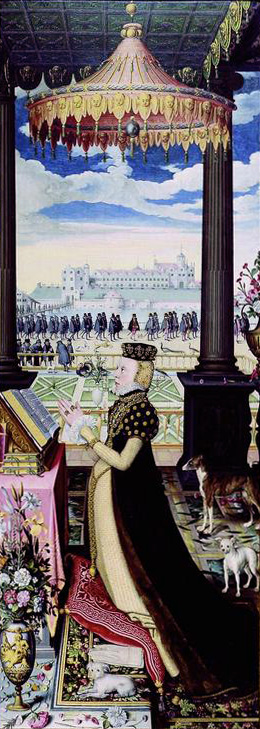
Портрет Доротеи Датской